# Attentat de Batna du 7 septembre 2007
L'attentat de Batna, est un attentat-suicide terroriste islamiste perpétrées à Batna par l'AQMI.
Un terroriste islamiste, avait dissimulé une bombe dans un sac, attendant l'arrivée du président Abdelaziz Bouteflika, repéré par la population, il a tenté de prendre la fuite et poursuivi par un policier. Au cours de la poursuite, le terroriste a actionné sa bombe, peu de temps avant l'arrivée du président Abdelaziz Bouteflika. L'explosion a fait 22 morts et 107 blessés

## Déroulement
Un terroriste islamiste, avait dissimulé la bombe dans un sac en plastique qu'il portait et s'était joint à un rassemblement près de la mosquée Djamaa Atik, attendant l'arrivée du président Bouteflika. Ce dernier a été repéré par la population, il a tenté de prendre la fuite et a été poursuivi par un policier. C'est à ce moment qu'il a actionné la bombe. Le terrosiste a précipité son action avant l'arrivée du président de la République sur les lieux. Immédiatement informé de l'attentat, le président Bouteflika s'est rendu au chevet des victimes au CHU de la ville.

## Revendication
La branche d'Al-Qaida au Maghreb islamique (AQMI), l'ancien Groupe salafiste pour la prédication et le combat (GSPC), a revendiqué l'attentat qui a frappé la ville de Batna faisant plusieurs morts, la nuit du 8 septembre 2007 sur Al Jazeera.

## Enquête
Le terroriste auteur des faits est rapidement identifié, il  s'agit d'Abou Mokdad, un Algérien de 28 ans, originaire de l'ouest du pays. 